# Дим
Дим је велики број малих честица чврсте или течне супстанце (аеросоли) расутих у ваздуху, које су настале некомплетним сагоревањем материје. Обично је непожељан код горива и пожара, али може такође бити пожељан приликом запрашивања пестицидима, комуникације димним сигналима, одбране (димна завеса) или инхалације приликом активног пушења, конзумације разних наркотичних средстава итд.
Удисање дима је главни разлог смрти жртава пожара у затвореном простору. Дим усмрћује комбинацијом оштећења нанесених високом температуром, тровања, и надраживањем плућа узрокованим угљен-моноксидом (CO), цијанoводоничном киселином (HCN) и осталим штетним супстанцама.